# Jouy-le-Potier
Jouy-le-Potier is een gemeente in het Franse departement Loiret (regio Centre-Val de Loire). De plaats maakt deel uit van het arrondissement Orléans. Jouy-le-Potier telde op 1 januari 2022 1.631 inwoners.

## Geografie
De oppervlakte van Jouy-le-Potier bedroeg op 1 januari 2022 50,4 vierkante kilometer; de bevolkingsdichtheid was toen 32,4 inwoners per km².

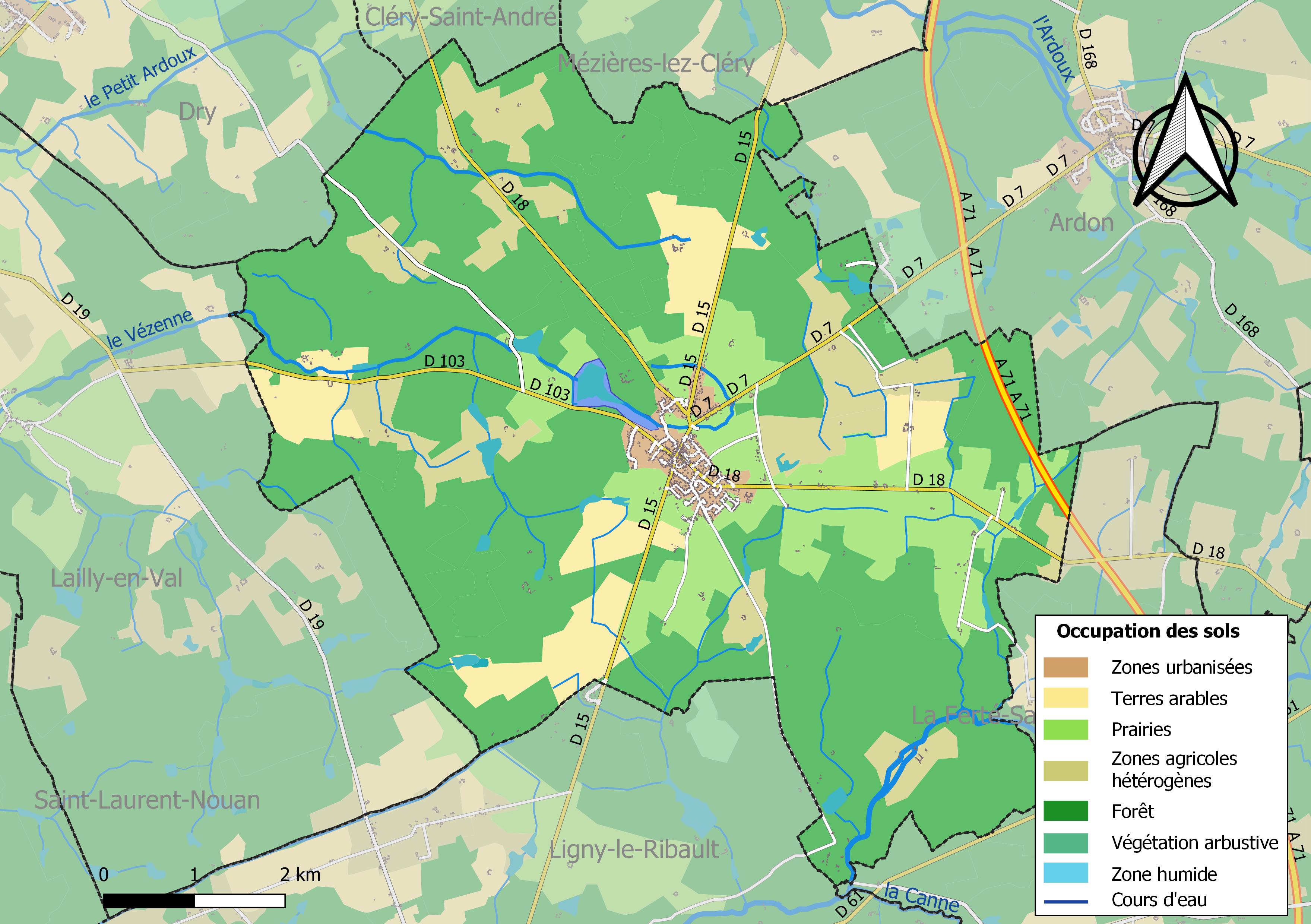
Kaart van de gemeente met de belangrijkste infrastructuur, bodemgebruik en omliggende gemeenten

## Demografie
Onderstaande figuur toont het verloop van het inwonertal (bron: INSEE-tellingen).